# Esperanza Vicente Alguacil
Esperanza Vicente Alguacil (Madrid, 1948) es considerada la primera mujer europea que accedió a un puesto de oficial de Cuerpo de Bomberos.

## Biografía
En 1973 fue nombrada suboficial, en prácticas, en la policía municipal del Ayuntamiento de Madrid.Trabajó un tiempo como aparejadora en la gerencia municipal de urbanismo de Madrid.En 1982 aprobó las oposiciones restringidas al cuerpo de policía municipal en Madrid.
En 1985, a los 37 años, y tras haber aprobado las oposiciones convocadas por el Ayuntamiento de Madrid, se convirtió en la primera mujer que ejerció una función de mando en la escala ejecutiva del Servicio de la Extinción de Incendios.Es considerada la primera mujer europea en desempeñar dicho cargo.